# The City (temporada 1)
La primera temporada de The City se estrenó el 29 de diciembre de 2008 y concluyó el 16 de marzo de 2009. Sigue el camino que Whitney Port toma, al mudarse a Nueva York, dejando Los Ángeles para seguir una oportunidad trabajo en la ciudad. MTV ordenó 10 episodios extra de esta primera temporada, en vez de realizar una segunda temporada completa. Sin embargo, la llamada "2a temporada", es de hecho la segunda parte de la primera temporada, la cual comenzó el 29 de septiembre de 2009 concluyendo su primerta temporada completa el 1 de diciembre de 2009.  El 1 de diciembre de 2009, luego del aftershow de The Hills/The City Aftershow, Port confirma que una segunda temporada de la serie se estrenaría pronto. 

## Sinopsis
En la primera parte, Whitney Port de 'The Hills' se muda de su hogar Los Ángeles, California a Manhattan, Nueva York. La primera mitad de la temporada sigue la vida de Port, su mejor amiga Erin y su novio Jay, mientras, Port lidia con su trabajo en la casa de modas global, Diane Von Furstenberg. El compañero de cuarto de Jay, Adam, en una relación inconstante con su novia, Allie. Olivia, socialité de Nueva York, y colega de Whitney, lidia con su primo Nevan, quien se ha quedado a vivir con ella por un tiempo. Erin enfrenta el hecho de que un antiguo exnovio regres a su vida, y Samantha "Sammy", ve el drama que ocurre en las vidas de sus amigas. En la segunda mitad de la temporada uno, la recién soltera Port se marcha a trabajar nuevamente con su exjefe Kelly Cutrone mientras su amiga y excolega, Olivia Palermo, está trabajando ahora para la revista ELLE  . Una vieja amiga de Whitney, Roxy, se muda con ella y consigue un trabajo en la firma de relaciones públicas People's Revolution, mientras Olivia conoce a su nueva colega, Erin K., en su nuevo trabajo. La segunda parte de esta primera temporada, se enfocó más en el drama del mundo de la moda, en vez del drama de las relaciones amorosas. El camino de Whitney para el lanzamiento oficial de su línea de ropa "Whitney Eve" fue el argumento principal en esta segunda mitad de la temporada. Los índices de audiencia bajaron durante este período, pero la serie fue renovada para una segunda temporada completa a iniciar filmaciones en diciembre de 2009.

## Elenco
La siguiente es una lista completa del elenco de la primera temporada.

### Temporada 1, Parte 1
- Miembro Principal
- Miembro secundario/Rol de soporte

| Nombre                | Información                                                                                           |
| --------------------- | --- |
| Whitney Port          | Trabaja para la casa de modas Diane von Fürstenberg. También fue protagonista principal en The Hills. |
| Jay Lyon              | Músico australiano, actual novio de Whitney.                                                          |
| Erin Lucas            | hija del bajista de AC/DC, Cliff Williams y muy buena amiga de Port.                                  |
| Adam Senn             | modelo, excompañero de cuarto de Jay, dueño de un restaurante y novio de Allie.                       |
| Olivia Palermo        | socialite de Nueva York y nueva colega de trabajo de Port en Diane von Fürstenberg.                   |
| Samantha Swetra       | Asistente de compras de Bergdorf Goodman y una de las buenas amigas de Port.                          |
| Alexandra Crandell    | Modelo e inconstante novia de Adam.                                                                   |
| Duncan Davies         | Músico de Canadá y exnovio de Erin.                                                                   |
| Nevan Donahue         | Primo de Olivia y actual compañero de cuarto.                                                         |
| Alex Smith            | Modelo, ex pretendiente de Whitney.                                                                   |
| Alixe Boyer           | Vicepresidente y directora de imagen global de Diane von Fürstenberg.                                 |
| Emese Szenasy         | Director de Relaciones Públicas de DVF.                                                               |
| Elizabeth Merrineio   | Colega de Whitney y Olivia en DVF.                                                                    |
| Kelly Cutrone         | Dueña People's Revolution. Mentor y exjefe de Port.                                                   |
| JR                    | exnovio de secundaria de Erin.                                                                        |
| Diane von Furstenberg | diseñadora de modas.                                                                                  |

### Cambios en la Mitad de la temporada
En vez de ordenar una segunda temporada de The City MTV ordenó la producción de 10 episodios extra para la temporada 1. Sin embargo, la llamada segunda temporada, es de hecho la segunda parte de la temporada 1. Whitney renuncia a su trabajo en DVF y se va a trabajar con su exjefe Kelly Cutrone en People's Revolution. Jay ya no es más parte de la serie, ahora, su relación con Whitney está oficialmente terminada. Olivia deja su trabajo en DVF, para seguir una oportunidad en la revista Elle. Erin tiene una pelea pública con su ex Duncan, y ahora está soltera. Erin deja la serie al igual que Jay. y de acuerdo a la página oficial de Twitter de Allie, afirma que ella y Adam no han estado filmando, así que ella dudaba si iban a estar en la nueva temporada. Luego que tres de los protagonistas principales dejan la serie (Erin, Jay y Adam) la secuencia del tema de entrada "Top of the World" de las Pussycats Dolls fue cortada y solo muestra un par de escenas de Nueva York y al final una toma de Whitney.

### Temporada 1, Parte 2
- Main Cast Member
- Secondary Cast Member

| Name                | Information |
| ------------------- | --- |
| Whitney Port        | trabaja para Kelly Cutrone. También fue protagonista principal en The Hills.                                           |
| Olivia Palermo      | socialité de Nueva York, amiga de Port y excolega de trabajo, ahora ella trabaja para la revista Elle.                 |
| Roxy Olin           | Una de las mejores amigas de Port y colega de trabajo (hija de Ken Olin).                                              |
| Erin Kaplan         | nueva colega de trabajo de Olivia en la revista Elle.                                                                  |
| Samantha Swetra     | Asistente de compras de Bergdorf Goodman y una de las buenas amigas de Whitney.                                        |
| Joe Zee             | Jefe de Erin y Olivia en la revista Elle.                                                                              |
| Kelly Cutrone       | Jefe de Whitney y Roxy en People's Revolution.                                                                         |
| Allie Crandell      | modelo y amiga de Whitney.                                                                                             |
| Jay Lyon            | Músico australiano y exnovio de Port. ( miembro regular eps. 1-13)                                                     |
| Adam Senn           | Modelo, compañero de cuarto de Jay, dueño de un restaurante e inconstante novio de Allie. ( miembro regular eps. 1-13) |
| Bryn Poulos         | Palermo y Kaplan amiga y compañera de trabajo en Elle.                                                                 |
| Freddie Fackelmayer | amigo de Samantha. |
| Harry Fackelmayer   | hermano de Freddie. |
| Zac                 | Pretendiente de Roxy.                                                                                                  |

## Temporada 1, 23 episodios
| # | Total | Título                                 | Título original                       | Director | Guionista | Emisión (V.O.)           |
| --- | ----- | -------------------------------------- | ------------------------------------- | -------- | --------- | ------------------------ |
| 100 | 100   | «Whitney: De las colinas a la ciudad»  | "From the Hills to the City"          | —        | —         | 10 de diciembre de 2008  |
| Especial de 90 minutos conducido por Whitney Port haciendo un recuento de su vida en Los Ángeles antes de mudarse a la capital mundial de la moda, La ciudad de Nueva York. Con clips de su participación en las cuatro temporadas de The Hills.                                          |       |                                        |                                       |          |           |                          |
| 101 | 101   | «Si ella pudiera hacerlo aquí...»      | "If She Can Make It Here..."          | —        | —         | 29 de diciembre de 2008  |
| Whitney comienza su nuevo trabajo en Diane von Furstenberg. Su primera semana parece prometedora considerando que es la semana de la moda, pero le da tiempo para divertirse: Una cita con Jay y una fiesta en casa de Olivia.                                                            |       |                                        |                                       |          |           |                          |
| 102 | 102   | «La verdad se revelará por sí misma»   | "The Truth Will Reveal Itself"        | —        | —         | —                        |
| Cuando Alex resurge en la vida de Whitney trae junto a él mucho drama, después que Alex y Jay casi pelean en un club Whitney se retira para no saber la verdad. |       |                                        |                                       |          |           |                          |
| 103 | 103   | «La palabra L»                         | "The L Word"                          | —        | —         | 5 de enero de 2009       |
| Cuando el nuevo novio de Erin llega de visita, Whitney decide que es tiempo de conseguir su propio apartamento. Aunaque Jay le ayuda a conseguirlo, Whitney siente que está recibiendo señales confusas de su parte y decide preguntarle directamente hacía donde van con la relación.    |       |                                        |                                       |          |           |                          |
| 104 | 104   | «Las Buenas cosas vienen de a tres»    | Good Things Come in Threes            | —        | —         | —                        |
| La cita de Whitney con un chico enciende los celos de Jay y lo empuja a confesar sus sentimientos verdaderos. Erin piensa que las cosas con Duncan van rápido cuando él le sugiere mudarse con ella.                                                                                      |       |                                        |                                       |          |           |                          |
| 105 | 105   | «Noche de chicos»                      | "Boys Night Out"                      | —        | —         | 19 de enero de 2009      |
| Adam se encuentra en problemas con Allie cuando ella se da cuenta de que beso otra mujer. Olivia acepta con desgana que Nevan se quede a dormir en su casa. |       |                                        |                                       |          |           |                          |
| 106 | 106   | «El nunca dijo que tenía novia»        | "He Never Said He Had a Girlfriend"   | —        | —         | 26 de enero de 2009      |
| Allie se derrumba luego que una chica le confiesa que beso a Adam. Whitney se molesta con Jay por estar de lado de Adam. |       |                                        |                                       |          |           |                          |
| 107 | 107   | «La verdad duele»                      | "The Truth Hurts"                     | —        | —         | 2 de febrero de 2009     |
| Kelly Cutrone acusa a Allie de ser muy delgada, dejando al medio de este conflicto a Whitney . Erin se encuentra con un exnovio y viejos sentimientos hacía él comienzan a resurgir. |       |                                        |                                       |          |           |                          |
| 108 | 108   | «Mingling with the Commoners»          | —                                     | —        | —         | 9 de febrero de 2009     |
| Olivia invita a la banda de Jay a actuar en un evento de caridad, pero su plan tiene segundas intenciones. Mientras, la nueva relación de Erin es probada al tener nuevos sentimientos por su exnovio.                                                                                    |       |                                        |                                       |          |           |                          |
| 109 | 109   | «Compañeros de cuarto inesperados»     | Unexpected Roommates                  | —        | —         | 16 de febrero de 2009    |
| Cuando Adam echa a Jay de su apartamento, este le pide a Whitney si puede quedarse con ella. Además, Erin se ve en problemas cuando Duncan y JR se conocen cara a cara. |       |                                        |                                       |          |           |                          |
| 110 | 110   | «EL pasado nos atrapa»                 | "the past catches up"                 | —        | —         | 23 de febrero de 2009    |
| Whitney se encuentra con la exnovia de Jay, Danielle quien le causa tener una opinión más amplia acerca de la confianza hacía Jay. Allie considera mudarse de casa de Adam luego de escuchar lo que pasó en el viaje a Miami.                                                             |       |                                        |                                       |          |           |                          |
| 111 | 111   | «Tonta dos veces, que pena a mi»       | "Fool Me Twice, Shame on Me"          | —        | —         | 2 de marzo de 2009       |
| Whitney se sorprende al descubrir que la misteriosa salida nocturna de Jay la paso con su exnovia. Olivia le roba el crédito a Whitney acerca el estilo y look elegido para la versión de ELLE y Allie se muda con Erin.                                                                  |       |                                        |                                       |          |           |                          |
| 112 | 112   | «Lo siento Whit»                       | "I'm sorry with"                      | —        | —         | 9 de marzo de 2009       |
| La llegada del tour de la banda Tamarama forza a Jay y Whitney determinar el futuro de su relación. Mientras Whitney le da una lección a Olivia ella no está preparada para hablar en la reunión de trabajo.                                                                              |       |                                        |                                       |          |           |                          |
| 113 | 113   | «Me perdí en Nosotros»                 | "I Lost Myself in Us"                 | —        | —         | 16 de marzo de 2009      |
| Final de la primera mitad de la temporada. Whitney cuestiona su vida en la ciudad de Nueva York City mientras lidia con el rompimiento de su relación y compite con Olivia por nuevas responsabilidades en DVF. Nota: Última aparición de Erin.                                           |       |                                        |                                       |          |           |                          |
| 114 | 114   | «Durmiendo con el Enemigo?»            | "Sleeping with the Frenemy"           | —        | —         | 29 de septiembre de 2009 |
| Roxy amiga de Whitney se muda a Nueva York con ella y organiza una fiesta salvaje. Olivia comienza un nuevo trabajo en el departamento de accesorios de la revista ELLE, y conoce a su nueva colega Erin Kaplan. Nota: Primera aparición de Roxy y Erin K.                                |       |                                        |                                       |          |           |                          |
| 115 | 115   | «Chicas trabajadoras»                  | "Working Girls"                       | —        | —         | 6 de octubre de 2009     |
| Olivia gana la aprobación de Joe Zee para un nuevo proyecto en ELLE, Pero Erin parece difícil de complacer. Mientras Whitney se cuestiona si trabajar con su amiga es buena idea cuando Roxy se sale de línea en su primer día de trabajo.                                                |       |                                        |                                       |          |           |                          |
| 116 | 116   | «Es todo lo que sabes»                 | "It's All Who You Know"               | —        | —         | 13 de octubre de 2009    |
| Olivia choca con Erin por el éxito de su primera tarea en ELLE. Mientras, Whitney a espaldas de Kelly Cutrone muestra parte de sus diseños a Bergdorf Goodman. |       |                                        |                                       |          |           |                          |
| 117 | 117   | «Conociendo los Fackelmayers»          | "Meet the Fackelmayers"               | —        | —         | 20 de octubre de 2009    |
| Olivia socializa en una fiesta de ELLE, pero Erin le recuerda que el negocio de la moda no solo se basa acerca de quien conoces. Whitney entra nuevamente a las citas cuando conoce a un nuevo y guapo joven.                                                                             |       |                                        |                                       |          |           |                          |
| 118 | 118   | «Hit It and Quit It»                   | "Hit It and Quit It"                  | —        | —         | 27 de octubre de 2009    |
| La cita de Whitney y Freddie cambia de giro cuando el Padre de Freddie es un tercer invitado. Roxy conoce en primera instancia como es trabajar con Olivia cuando People's Revolution and ELLE organizan una fiesta.                                                                      |       |                                        |                                       |          |           |                          |
| 119 | 119   | «Fin de Semana en casa de Freddie»     | "Weekend at Freddie's"                | —        | —         | 3 de noviembre de 2009   |
| Erin da un golpe bajo a Olivia cuando deja la fiesta, que era una asignación de ELLE. Además, Whitney se da cuenta de un secreto de Freddie de labios de su hermano. |       |                                        |                                       |          |           |                          |
| 120 | 120   | «Amigas y Enemigas en el trabajo»      | "Friends and Foe-Workers"             | —        | —         | 10 de noviembre de 2009  |
| Roxy y Whitney se ven envueltas en una discusión mientras están trabajando en la semana de la moda de Miami, y Kelly se pregunta si ellas deberían trabajar juntas. Mientras, Joe Zee llama la atención de Erin por no ayudar a Olivia al haber fallado en la asignación que le dio ELLE. |       |                                        |                                       |          |           |                          |
| 121 | 121   | «Olvidense de los chicos»              | "Forget About Boys"                   | —        | —         | 17 de noviembre de 2009  |
| Olivia obtiene halagos de parte de Joe en una sesión de fotos de ELLE, Pero Erin se frustra por el trato preferencial. Mientras, Whitney y Roxy van a una desastrosa cita, que termina como decepción en un club nocturno.                                                                |       |                                        |                                       |          |           |                          |
| 122 | 122   | «Si quieres hacer algo, hazlo bien...» | "If You Want Something Done Right..." | —        | —         | 24 de noviembre de 2009  |
| Erin y Olivia tienen su más grande discusión hasta ese momento, esto sucede cuando Olivia hace una investigación corta de su nueva asignación, y Roxy hace un desastre en la sesión de fotos de la línea de ropa de Whitney.                                                              |       |                                        |                                       |          |           |                          |
| 123 | 123   | «Todo sobre la Línea»                  | "Everything on the Line"              | —        | —         | 1 de diciembre de 2009   |
| La relación de Olivia y Erin alcanza nuevas alturas en ELLE cuando tienen un segmento en el programa de televisión 'Today Show'. Mientras, Whitney pone su carrera en la línea al mostrar su colección a Bergdorf Goodman.                                                                |       |                                        |                                       |          |           |                          |